# 蒂爾曼島 (馬里蘭州)
蒂爾曼島（英語：Tilghman Island）是位於美國馬里蘭州塔爾博特縣的一個普查規定居民點。

## 人口
根據2020年美國人口普查的數據，蒂爾曼島的面積為6.57平方千米，當中陸地面積為6.21平方千米，而水域面積為0.36平方千米。當地共有人口807人，而人口密度為每平方千米122.83人。